# Wierchnieje Alabjewo
Wierchnieje Alabjewo (ros. Верхнее Алябьево) – wieś (dieriewnia) w Rosji, w obwodzie orłowskim, w rejonie mceńskim. W 2010 liczyła 434 mieszkańców.